# 19. Infanterie-Brigade (Deutsches Kaiserreich)
Die 19. Infanterie-Brigade war ein Großverband der Preußischen Armee.

## Geschichte
Die 19. Infanterie-Brigade wurde am 5. November 1816 als Infanterie-Brigade der Truppen-Brigade in Posen aufgestellt und hatte dort bis zum Kriegsende 1918 ihren Standort. Nach mehreren Umbenennungen erhielt sie am 29. April 1852 die Bezeichnung 19. Infanterie-Brigade und war bis zum 25. März 1915 Teil der 10. Division mit Standort in Breslau, die dem V. Armee-Korps in Breslau zugeordnet war. Danach gehörte sie bis zum Kriegsende zur 119. Infanterie-Division.

### Gliederung
- 1820

6. Infanterie-Regiment (1. Westpreußisches), 19. Infanterie-Regiment (4. Westpreußisches)
- 1821 bis 1848

18. Infanterie-Regiment (3. Westpreußisches), 19. Infanterie-Regiment (4. Westpreußisches)
- 1849 bis 1850

5. Infanterie-Regiment, 8. Infanterie-Regiment (Leib-Infanterie-Regiment)
- 1851

6. Infanterie-Regiment, 11. Infanterie-Regiment
- 1852 bis 1854

6. Infanterie-Regiment, 18. Landwehr-Regiment
- 1855 bis 1859

7. Infanterie-Regiment, 18. Landwehr-Regiment
- 1860 bis 1867

Grenadier-Regiment „Graf Kleist von Nollendorf“ (1. Westpreußisches) Nr. 6, 1. Niederschlesisches Infanterie-Regiment Nr. 46, 1. Posensches Landwehr-Regiment Nr. 18
- 1868 bis 1889

Grenadier-Regiment „Graf Kleist von Nollendorf“ (1. Westpreußisches) Nr. 6, Infanterie-Regiment „Graf Kirchbach“ (1. Niederschlesisches) Nr. 46, 1. Posensches Landwehr-Regiment Nr. 18, 3. Posensches Landwehr-Regiment Nr. 58
- 1889 bis 1914

Wie vor, ohne Landwehr-Regimenter
- Kriegsgliederung bei Mobilmachung 1914

Wie vor
- Kriegsgliederung am 16. März 1915

Wie vor, zusätzlich Reserve-Infanterie-Regiment Nr. 46, 3. Eskadron Ulanen-Regiment Nr. 1, 4. Eskadron Regiment Königs-Jäger zu Pferde Nr. 1
- Kriegsgliederung am 20. März 1918

Grenadier-Regiment Nr. 6, Infanterie-Regiment Nr. 46, Reserve-Infanterie-Regiment Nr. 46, Sturmabteilung 119, MG-Scharfschützen-Abteilung 15, 4. Eskadron Regiment Königs-Jäger zu Pferde Nr. 1

### Deutscher Krieg 1866
Im Krieg Preußens gegen das Kaisertum Österreich war die Brigade im Verband der 10. Division eingesetzt.

### Deutsch-Französischer Krieg 1870/1871
Im Deutsch-Französischen Krieg war die Brigade im Verband der 10. Division an den Schlachten bei
Weißenburg, Wörth, Sedan und Mont Valérien sowie an der Belagerung von Paris eingebunden.

### Erster Weltkrieg
Mit der Mobilmachung im August 1914 musste die Brigade das Brigade Ersatz Bataillon 20 aufstellen und kam im Verband der 10. Divisionausschließlich an der Westfront zum Einsatz.
Zu den Kampfhandlungen, Gefechten und Schlachten siehe Kampfgeschehen der 10. Division.

### Brigadekommandeure
| Name                                                    | Datum                                   |
| ------------------------------------------------------- | --------------------------------------- |
| Johann Friedrich August Freiherr Hiller von Gaertringen | 5. November 1816 bis 27. Februar 1820   |
| Friedrich Wilhelm von Anhalt                            | 28. Februar 1820 bis 29. Januar 1837    |
| Friedrich von Dedenroth                                 | 30. Januar 1837 bis 21. März 1843       |
| Jakob Heinrich Ernst Tuckermann                         | 22. März 1843 bis 21. März 1845         |
| Wilhelm von Thümen                                      | 22. März 1845 bis 8. März 1848          |
| Heinrich von Brandt                                     | 9. März 1848 bis 23. August 1848        |
| Karl Friedrich von Knobloch                             | 24. August 1848 bis 20. Juli 1849       |
| Heinrich von Schlegell                                  | 21. Juli 1849 bis 21. September 1851    |
| Woldemar von Trotha                                     | 22. September 1851 bis 1. Dezember 1851 |
| Karl von Fuchs                                          | 2. Dezember 1851 bis 9. Mai 1855        |
| Albert von Kortzfleisch                                 | 10. Mai 1855 bis 9. Juli 1858           |
| Heinrich Adolf von Zastrow                              | 8. Juli 1858 bis 18. Januar 1863        |
| Hugo von Kirchbach                                      | 19. Januar 1863 bis 12. Mai 1865        |
| Otto von Tiedemann                                      | 13. Mai 1865 bis 17. Juni 1869          |
| Oskar von Sperling                                      | 18, Juni 1869 bis 18. Juli 1870         |
| Georg Eyl                                               | 19. Juli 1870 bis 1. November 1871      |
| Adolf von Flöckher                                      | 2. November 1871 bis 11. Oktober 1872   |
| Adolf von Horn                                          | 12. Oktober 1872 bis 14. November 1873  |
| Heinrich Haberland                                      | 15. November 1873 bis 10. März 1876     |
| Rudolf von Kittlitz                                     | 11. März 1876 bis 14. Mai 1877          |
| Eduard von Nitsche                                      | 15. Mai 1877 bis 12. Mai 1880           |
| Karl von Rosenberg                                      | 13. Mai 1880 bis 14. April 1884         |
| August von Lentze                                       | 15. April 1884 bis 14. Dezember 1887    |
| Hermann von Suckow                                      | 15. Dezember 1887 bis 23. März 1890     |
| Karl Werner von der Schulenburg                         | 24. März 1890 bis 27. Juli 1892         |
| Ferdinand von Borell du Vernay                          | 28. Juli 1892 bis 13. Juli 1895         |
| Leo von Klingspor                                       | 14. Juli 1895 bis 19. Juli 1898         |
| Wilhelm von Voss                                        | 20. Juli 1898 bis 17. April 1901        |
| Karl Büchtemann                                         | 18. April 1901 bis 17. April 1903       |
| Otto Ackermann                                          | 18. April 1903 bis 12. Februar 1906     |
| Ewald von Lochow                                        | 13. Februar 1906 bis 12. September 1906 |
| Otto Deininger                                          | 13. September 1906 bis 13. April 1907   |
| Julius von Knoblauch zu Hatzbach                        | 14. April 1907 bis 17. Februar 1908     |
| Eduard von Westernhagen                                 | 18. Februar 1908 bis 26. Juli 1908      |
| Heino von Basedow                                       | 27. Juli 1908 bis 19. März 1911         |
| Paul Albrecht                                           | 20. März 1911 bis 31, März 1913         |
| Paul Heinrich Liebeskind                                | 1. April 1913 bis 27. Dezember 1914     |
| Maximilian von Suter                                    | 28. Dezember 1914 bis 21. März 1915     |
| Albert Heuck                                            | 22. März 1915 bis 21. Juni 1915         |
| Arndt von Leipzig                                       | 21. Juni 1915 bis 16. Februar 1916      |
| Otto von Trautmann                                      | 17. Februar 1916 bis Kriegsende         |